# Richard Arthur Nüscheler
Richard Arthur Nüscheler (* 12. März 1877 in Zürich; † 28. Juli 1950 in Boswil, Kanton Aargau) war ein Schweizer Glasmaler, Maler, Heraldiker und Restaurator.

## Leben und Werk

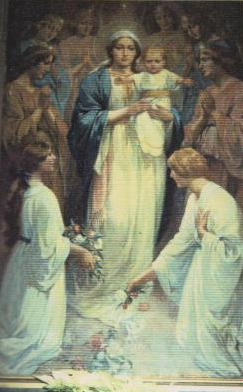
Altarbild in der St. Josephskirche, Zürich (1914/1915)

Nüscheler war der Sohn des Ingenieurs Albert und der Francis, geborene Appleyard, aus Leeds. Er besuchte mehrere Jahre die Kunstgewerbeschule Zürich und absolvierte von 1893 bis 1895 eine Glasmalerlehre bei Karl Wehrli. Gleichzeitig belegte er Gastkurse an der ETH Zürich bei den Professoren Rahn und Graf, die ihn auch förderten.
1898 trat Nüscheler zur katholischen Konfession über und führte einen Auftrag zur Renovation der Glasgemälde der Klosterkirche Königsfelden aus. Es folgten Studienreisen nach Deutschland und Italien. Danach arbeitete er für die «Gesellschaft für Zürcher Heraldiker und Historiker», die «Antiquarische Gesellschaft» und die «Zürcher Kunstgesellschaft». Von 1900 bis 1901 restaurierte er die Kirchenfenster der Basilika Notre-Dame de Valère in Sitten.
Nüscheler nahm von 1902 bis 1911 an den internationalen Ausstellungen in Paris teil und erhielt ein Diplom hors concours. Zudem war er Mitglied in der Jury. An der Exposition internationale des arts décoratifs in Paris (1925) erhielt er den Ordre des Palmes Académiques und wurde zum officier d’académie ernannt. In Frankreich führte er verschiedene Aufträge für Kirchenfenster, Kabinettscheiben, Mosaike und Plastiken aus. Als er 1912 einen Auftrag in Kairo ausführte, musste er diesen wegen kriegerischer Ereignisse unterbrechen und reiste stattdessen durch Ägypten, Palästina und Griechenland.
Nüscheler heiratete 1914 Marguerite, geborene de Vevey, aus Estavayer. Nachdem sie vier Jahre später verstorben war, heiratete er 1919 Elisabeth, geborene Ranacher, aus St. Gallen. Zusammen hatten sie vier Kinder. Er lebte und arbeitete ab 1919 in Boswil, wo er die leerstehende spätgotisch-barocke alte Pfarrkirche mitsamt der Odilokapelle und dem grossen Pfarrhaus gekauft hatte. Sein Atelier richtete er in der Kirche ein. Die drei Gebäude bilden heute zusammen das Künstlerhaus Boswil.